# Mansfield Town F.C.
Câu lạc bộ bóng đá Mansfield Town là một câu lạc bộ bóng đá chuyên nghiệp có trụ sở tại thị trấn Mansfield, Nottinghamshire, Anh. Đội thi đấu ở League Two, cấp độ 4 của hệ thống giải bóng đá Anh. Có biệt danh là 'The Stags', đội thi đấu trong trang phục màu xanh dương và hổ phách. Kể từ năm 1919, Mansfield đã chơi tại Field Mill, hiện là sân vận động toàn chỗ ngồi với sức chứa 9.186 khán giả. Các đối thủ chính của họ là Chesterfield và Notts County.
Câu lạc bộ được thành lập vào năm 1897 với tên Mansfield Wesleyans và tham gia Mansfield & District Amateur League năm 1902, trước khi đổi tên thành Mansfield Wesley và gia nhập Notts & District League năm 1906. Sau đó, họ cuối cùng trở thành Mansfield Town vào năm 1910, và chuyển từ Notts & Derbyshire League đến Central Alliance vào năm sau. Là nhà vô địch Alliance mùa giải 1919-20, đội tham gia Midland League vào năm 1921 và sẽ vô địch giải đấu này ba lần - 1923-24, 1924-25 và 1928-29 - trước khi được nhận vào Football League năm 1931. Đội bị xuống hạng khỏi Third Division in 1960, nhưng giành quyền thăng hạng khỏi giải Fourth Division in 1962-63, tiếp tục ở hạng ba trong chín mùa giải cho đến khi xuống hạng năm 1972. Họ lên Second Division lần đầu tiên sau khi vô địch Fourth Division vào mùa giải 1974-75 và chức vô địch Third Division mùa giải 1976-77, chỉ phải chịu hai lần xuống hạng trong ba mùa giải.
Được thăng hạng khỏi Fourth Division dưới sự quản lý của Ian Greaves mùa giải 1985-86, đội tiếp tục giành được Football League Trophy mùa giải 1986-87. Tuy nhiên, Mansfield đã bị xuống hạng vào năm 1991 và thăng hạng trở lại vào mùa giải 1991-92, chỉ để bị xuống hạng ngay lập tức vào mùa giải tiếp theo. Đội đã giành quyền thăng hạng một lần nữa vào mùa giải 2001-02, nhưng bị xuống hạng đến League Two năm 2003 và mất vị trí trong Football League với thêm một lần xuống hạng năm 2008. Họ đã trải qua năm mùa giải tại Conference cho đến khi được thăng hạng trở lại Football League sau khi vô địch Conference mùa giải 2012-13 sau đầu tư từ chủ sở hữu câu lạc bộ mới John Radford.

## Lịch sử

Mansfield Town thi đấu tại Field Mill kể từ khi kết thúc Thế chiến thứ nhất.

Mansfield Town được thành lập dưới tên Mansfield Wesleyans vào năm 1897, tên của câu lạc bộ đến từ nhà thờ Wesleyan địa phương. Câu lạc bộ đã chơi giao hữu cho đến mùa giải 1902-03, khi họ tham gia Mansfield và District Amateur League. Khi giải đấu bỏ thẻ nghiệp dư vào năm 1906, nhà thờ đã từ bỏ câu lạc bộ, câu lạc bộ đổi tên thành Mansfield Wesley và chuyển sang Notts và District League.
Vào mùa hè năm 1910, mặc dù đã để thua ở mùa giải trước trước Mansfield Mechanics ở Vòng loại thứ hai của Cúp FA, đội đã đổi tên thành Mansfield Town (khiến đội Mechanics ghê tởm). Trong những năm tiếp theo, Mansfield Town hoán đổi giữa Notts và District League, Central Alliance League và Notts và Derbyshire League, trước khi Thế chiến thứ I tạm dừng thủ tục.
Sau chiến tranh, Mansfield trở thành cư dân của sân Field Mill, sau khi Mansfield Mechanics không trả được tiền thuê của họ. Năm 1921, câu lạc bộ được nhận vào giải Midland Counties League, và ăn mừng bằng cách lọt vào Vòng loại thứ sáu của Cúp FA hai lần liên tiếp. Câu lạc bộ đã vô địch giải đấu vào năm 1923-24 và là á quân mùa giải tiếp theo, nhưng trong cả hai lần đều không giành được quyền bầu cử vào Football League.
Vào năm 1928-29, Mansfield lại vô địch giải Midland League, nhưng nổi tiếng hơn là lọt vào tới Vòng Bốn Cúp FA, để thua đội First Division Arsenal, sau một trận đấu ở cúp quốc gia mà họ đánh bại đội Second Division Wolverhampton Wanderers. Tuy nhiên, York City đã đánh bại The Stags trong cuộc bầu cử cho một vị trí của Liên đoàn.
Năm 1931, Mansfield cuối cùng đã được bầu vào Khu vực phía Nam của Third Division. Tuy nhiên, câu lạc bộ gặp khó khăn trong việc thích nghi với môi trường Liên đoàn và thường xuyên ở vị trí thấp hơn của bảng xếp hạng. Một trong số rất ít điểm nổi bật trong những năm trước Thế chiến thứ hai là Ted Harston, người đã ghi 55 bàn trong một mùa giải trước khi chuyển đến Liverpool.
Sau chiến tranh, Mansfield bắt đầu thấy một số tiến bộ. May mắn thoát khỏi sự cần thiết phải bầu cử lại khi quyết định rằng không có câu lạc bộ nào sẽ xuống hạng sau mùa giải 1946-47, The Stags bắt đầu đi lên. Trong các năm 1950-51, Mansfield lọt vào vòng Năm của Cúp FA và trở thành đội bóng đầu tiên của Football League bất bại 23 trận trên sân nhà, mặc dù chỉ có một suất thăng hạng Third Division duy nhất.
Vào mùa giải 1959-60, câu lạc bộ đã xuống hạng ở Fourth Division, trước khi thăng hạng trở lại Third Division vào mùa giải 1962-63. Sự thăng hạng này sau đó đã bị ô uế bởi án treo giò trọn đời của các cầu thủ Brian Phillips và Sammy Chapman vì mua chuộc đối thủ, bao gồm cả các cầu thủ của Hartlepools United trong một trận đấu quan trọng mà Mansfield thắng 4-3. Hai mùa giải sau, câu lạc bộ một lần nữa suýt chút nữa không thăng hạng Second Division. Mùa giải sau khi tránh xuống hạng do bị Peterborough United trừ điểm, Mansfield đã có thêm một cúp vô địch nữa. Mansfield đánh bại đội First Division West Ham United 3-0 ở vòng Năm Cúp FA 1968-69, trước khi thua Leicester City ở tứ kết. Mùa giải 1971-72 Mansfield lại bị xuống hạng đến Fourth Division.

Biểu đồ thứ hạng của Mansfield tại Football League.

Đến mùa giải 1976-77, câu lạc bộ trở lại Third Division, và bất chấp thất bại 5-2 ở Cúp FA trước Matlock Town, đánh bại Wrexham để giành chức vô địch Third Division. Câu lạc bộ đã đi xuống ngay lập tức, và chỉ có phong độ tốt vào cuối mùa giải 1978-79 đã cứu Mansfield khỏi một cú đúp xuống hạng.
Mansfield đã giành được Football League Trophy trước 58.000 người hâm mộ vào tháng 5 năm 1987, đánh bại Bristol City otrên chấm phạt đền sau khi hòa 1-1. Tuy nhiên, những năm sau đó không đồng nhất với việc Mansfield trở thành một đội "yo-yo" giữa Third và Fourth Division. Đó cũng là thời điểm ông chủ gây tranh cãi Keith Haslam mua lại câu lạc bộ.
Vào mùa giải 2001-02, Mansfield một lần nữa được thăng hạng ba của bóng đá Anh, đánh bại Carlisle vào ngày cuối cùng của mùa giải để giành vị trí thứ ba từ Cheltenham Town, đội đã thua Ptenhamlymouth. Một mùa giải kém cỏi ở Division Two đã không diễn ra ngay cả khi có sự xuất hiện của cựu tuyển thủ Anh Keith Curle trên cương vị huấn luyện viên, khi câu lạc bộ bị xuống hạng thẳng trở lại hạng 4 của bóng đá Anh. Mùa giải 2003-04, Mansfield đánh bại Northampton trong loạt sút luân lưu ở bán kết play-off Division Three, nhưng để thua Huddersfield Town trong một trận chung kết tương tự, sau khi có bàn thắng rõ ràng là hợp lệ của Colin Larkin không được công nhận.
Vào mùa giải 2007-08, 77 năm gắn bó với Football League của Mansfield kết thúc khi câu lạc bộ bị xuống hạng đến Conference. Điều này xảy ra bất chấp một kỳ FA Cup xuất sắc, dẫn đến hai lần xuất hiện trên kênh truyền hình BBC, trước Harrogate Railway và Middlesbrough. Một bàn thắng tuyệt vời trong trận thua 0-1 trước đối thủ Rotherham trong trận đấu sân nhà cuối cùng của mùa giải, tất cả đều đảm bảo trụ hạng. Cảnh tượng xấu xí nổ ra khi tiếng còi mãn cuộc vang lên, chủ công gây tranh cãi Keith Haslam bị người hâm mộ tấn công.
Haslam đã rời câu lạc bộ, khi "Three Amigos" gồm Perry, Middleton và Saunders mua câu lạc bộ (nhưng không phải mặt đất) với giá 1 bảng và bổ nhiệm Billy McEwan làm huấn luyện viên. Ông đã được thay thế sau Giáng sinh bởi David Holdsworth. Triều đại kéo dài hai năm rưỡi của Holdsworth đã giúp câu lạc bộ cải thiện rất ít và ông bị sa thải khỏi vị trí huấn luyện viên.
Huấn luyện viên tạm quyền Duncan Russell đã dẫn dắt Mansfield đến trận chung kết FA Trophy trong mùa giải 2010-11, Louis Briscoe ghi bàn thắng trong hiệp phụ muộn trước Luton trong trận bán kết lượt về. The Stags thua Darlington 1-0 trên sân vận động Wembley sau bàn thắng ở phút thứ 120 của Chris Senior. Vị trí thứ 12 của giải đấu không đủ tốt để Russell giữ được công việc của mình; Paul Hall thay thế ông làm huấn luyện viên tạm quyền khi mùa giải kết thúc.
Người thay thế ông, Paul Cox, đã dẫn Mansfield đến thành tích Conference cao nhất của họ trong mùa giải đầu tiên. Phong độ tốt sau Giáng sinh đã giúp The Stags kết thúc ở vị trí thứ ba trong giải đấu, mặc dù họ đã để thua chung cuộc 2-1 trước đội thắng trận play-off cuối cùng là York City sau hiệp phụ trong trận bán kết play-off thăng hạng.
Khởi đầu mùa giải 2012-13 một cách thờ ơ khiến Mansfield phải loanh quanh ở khu vực giữa bảng, với một số người hâm mộ kêu gọi người đứng đầu của huấn luyện viên. Một điểm tốt trong nửa đầu mùa giải là chức vô địch Cúp FA của câu lạc bộ. Chiến thắng 2-1 trước Lincoln City đã thiết lập trận đấu ở vòng 3 với đội bóng Premier League Liverpool. Bàn thắng gây tranh cãi của Luis Suárez đã giúp The Reds giành chiến thắng 2-1, nhưng màn trình diễn quả cảm của đội Mansfield đã tạo đà cho đội bóng trong những tuần tiếp theo. Sau trận đấu cúp, đội Stags đã thắng 20 trong 24 trận gần đây nhất của họ, bao gồm kỷ lục câu lạc bộ đạt được 12 trận thắng liên tiếp, để giành danh hiệu Conference Premier, thăng hạng trở lại Football League. Danh hiệu này được trao chính thức với chiến thắng 1-0 trước Wrexham vào ngày 20 tháng 4 năm 2013.

## Quyền sở hữu
Mùa giải 2006-07 chứng kiến sự thành lập của 'SFFC (Stags Fans for Change)', một tổ chức nhằm loại bỏ chủ sở hữu lúc đó là Keith Haslam khỏi câu lạc bộ. Tổ chức đã thực hiện nhiều dự án trong năm để truyền tải thông điệp của họ theo một cách khác và không quá khích. Điều này bao gồm việc thuê một chiếc máy bay để bay đến trận derby địa phương với Notts County kéo theo một biểu ngữ tuyên bố rằng câu lạc bộ đã được bán và kêu gọi Haslam ra đi. Vào ngày 29 tháng 11 năm 2007 Haslam đã từ chối một đề nghị từ tập đoàn của James Derry và những người hâm mộ Mansfield cam kết sẽ có một cuộc biểu tình trên truyền hình chống lại anh ta vào ngày 2 tháng 12 năm 2007 trước Harrogate Railway Athletic trực tiếp trên chương trình Match of the Day của BBC.
Vào tháng 3 năm 2008, có thông tin cho rằng John Batchelor, một người đấu giá cho Mansfield Town, đã lên kế hoạch đổi tên câu lạc bộ thành Harchester United sau đội hình hư cấu từ loạt phim truyền hình Dream Team để làm cho câu lạc bộ "nổi tiếng hơn" nếu đấu thầu thành công. Người hâm mộ và giám đốc điều hành của câu lạc bộ đều tuyên bố rằng họ sẽ phản đối việc đổi tên.

Sau khi câu lạc bộ xuống hạng vào năm 2008, Colin Hancock, khi đó là chủ tịch của Glapwell, nổi lên như một nhà thầu hàng đầu khi ông đồng ý mua cổ phần kiểm soát của The Stags, Field Mill và một số khu đất xung quanh sân vận động từ Haslam.

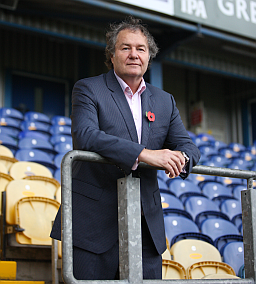
Radford trên sân thượng năm 2016

 Tuy nhiên, ba doanh nhân cũng là CĐV của Mansfield Town, Andrew Perry, Andrew Saunders và Steve Middleton, đã mua câu lạc bộ từ Keith Haslam với một khoản phí không được tiết lộ, nhưng họ vẫn thuê sân vận động từ anh ta. Vào đầu mùa giải 2010-11, Mansfield được mua bởi John Radford.
Vào ngày 2 tháng 12 năm 2010, câu lạc bộ bị đuổi khỏi Field Mill vì tranh chấp về tiền thuê nhà chưa thanh toán. Kể từ khi trở lại Field Mill sau khi đảm bảo hợp đồng thuê mặt bằng thêm một năm rưỡi nữa, John Radford bắt đầu tìm cách để câu lạc bộ một lần nữa sở hữu Field Mill. Có thông tin cho rằng Keith Haslam đã từ chối lời đề nghị từ Radford cho Field Mill; lời đề nghị được cho là có giá trị từ 2 triệu đến 4 triệu bảng.
Vào ngày 1 tháng 3 năm 2012, Chủ tịch John Radford đã mua lại khu đất từ Keith Haslam. Kể từ đó, ngày 1 tháng 3 được coi là "Ngày Hổ phách" (Amber Day) tại câu lạc bộ để kỷ niệm việc lấy lại sân vận động của Mansfield. Vào tháng 4 năm 2012, Radford đổi tên sân vận động từ 'Field Mill' thành 'One Call Stadium' vì lý do tài trợ.

## Cầu thủ

### Đội hình hiện tại
Tính đến 14 tháng 8 năm 2020
Ghi chú: Quốc kỳ chỉ đội tuyển quốc gia được xác định rõ trong điều lệ tư cách FIFA. Các cầu thủ có thể giữ hơn một quốc tịch ngoài FIFA.
| Số | VT | Quốc gia         | Cầu thủ         |
| -- | -- | ---------------- | --------------- |
| 1  | TM | Cộng hòa Séc     | Marek Štěch     |
| 2  | TV | Cộng hòa Ireland | Corey O'Keeffe  |
| 3  | HV | Anh              | Malvind Benning |
| 4  | HV | Wales            | Rollin Menayese |
| 5  | HV | Cộng hòa Ireland | Ryan Sweeney    |
| 6  | HV | Anh              | Farrend Rawson  |
| 7  | TV | Cộng hòa Ireland | Harry Charsley  |
| 8  | TV | Anh              | Ollie Clarke    |
| 9  | TĐ | Anh              | Jordan Bowery   |
| 10 | TV | Anh              | George Maris    |
| 11 | TĐ | Anh              | Andy Cook       |
| 12 | TV | Anh              | Kellan Gordon   |

| Số | VT | Quốc gia         | Cầu thủ          |
| -- | -- | ---------------- | ---------------- |
| 14 | HV | Anh              | James Perch      |
| 15 | HV | Cộng hòa Ireland | Aaron O'Driscoll |
| 18 | HV | Anh              | Joe Riley        |
| 19 | TĐ | Bắc Ireland      | Jamie Reid       |
| 21 | HV | Cộng hòa Ireland | James Clarke     |
| 22 | TĐ | Anh              | Nicky Maynard    |
| 27 | TĐ | Anh              | Tyrese Sinclair  |
| 28 | TĐ | Anh              | Jimmy Knowles    |
| 29 | TĐ | Anh              | Jason Law        |
| 30 | TV | Anh              | Alistair Smith   |
| 31 | TM | Anh              | Aidan Stone      |
| 32 | TĐ | Anh              | Danny Rose       |

### Cựu cầu thủ
Đối với cựu cầu thủ, xem Danh sách cầu thủ bóng đá Mansfield Town F.C.

## Nhân viên câu lạc bộ

### Ban lãnh đạo
- Chủ tịch/Chủ sở hữu - John Radford & Carolyn Radford[2]
- Giám đốc điều hành - David Sharpe
- Giám đốc sân vận động - Paul Broughton[2]
- Giám đốc tài chính - James Beachill[2]
- Giám đốc - Steve Hymas[2]
- Giám đốc - Mark Burton[2]
- Giám đốc - Marie Broughton[2]
- Giám đốc - Gavin Broughton[2]
- Giám đốc - Ethel Broughton[2]
- Thư kí câu lạc bộ - Diane Ceney[2]

### Nhân viên đội một[15]
- Huấn luyện viên - Graham Coughlan
- Trợ lý huấn luyện viên - Joe Dunne
- Physio - Tom Whittamore
- Huấn luyện viên thủ môn - Seamus McDonagh
- Head of recruitment - Andy Burgess
- First team sports therapist - Lizzie Read
- Nhà khoa học thể thao - Bethany Wilcockson

### Lịch sử quản lý
| Tên              | Quốc tịch        | Từ                   | Đến                  | Thành tích | Thành tích | Thành tích | Thành tích | Thành tích |
| Tên              | Quốc tịch        | Từ                   | Đến                  | St         | T          | H          | B          | % Thắng    |
| ---------------- | ---------------- | -------------------- | -------------------- | ---------- | ---------- | ---------- | ---------- | ---------- |
| Teddy Davison    | Anh              | 1926                 | 1928                 | 2          | 1          | 0          | 1          | 050,00     |
| Jack Hickling    | Anh              | 1928                 | 1933                 | 110        | 30         | 25         | 55         | 027,27     |
| Charlie Bell     | Scotland         | 1935                 | 1935                 | 31         | 8          | 7          | 16         | 025,81     |
| Harold Wightman  | Anh              | 1936                 | 1936                 | 19         | 7          | 5          | 7          | 036,84     |
| Harry Parkes     | Anh              | Tháng 5 năm 1936     | Tháng 1 năm 1938     | 68         | 29         | 14         | 25         | 042,65     |
| Roy Goodall      | Anh              | 1945                 | 1949                 | 139        | 47         | 36         | 56         | 033,81     |
| Freddie Steele   | Anh              | 1949                 | 1951                 | 123        | 61         | 31         | 31         | 049,59     |
| George Jobey     | Anh              | 1952                 | 1953                 | 70         | 28         | 17         | 25         | 040,00     |
| Stan Mercer      | Anh              | 1953                 | 1955                 | 77         | 32         | 16         | 29         | 041,56     |
| Charlie Mitten   | Anh              | Tháng 2 năm 1956     | Tháng 6 năm 1958     | 115        | 49         | 22         | 44         | 042,61     |
| Sam Weaver       | Anh              | Tháng 6 năm 1958     | Tháng 1 năm 1960     | 73         | 22         | 17         | 34         | 030,14     |
| Raich Carter     | Anh              | Tháng 1 năm 1960     | Tháng 3 năm 1963     | 151        | 63         | 23         | 65         | 041,72     |
| Tommy Cummings   | Anh              | Tháng 3 năm 1963     | 1964                 | 201        | 87         | 40         | 74         | 043,28     |
| Tommy Eggleston  | Anh              | 1967                 | 1970                 | 157        | 59         | 38         | 60         | 037,58     |
| Jock Basford     | Anh              | 1970                 | 1971                 | 66         | 21         | 22         | 23         | 031,82     |
| Danny Williams   | Anh              | 1971                 | 1974                 | 123        | 41         | 42         | 40         | 033,33     |
| Dave Smith       | Scotland         | 1974                 | 1976                 | 113        | 54         | 32         | 27         | 047,79     |
| Peter Morris     | Anh              | 1976                 | 1978                 | 83         | 36         | 18         | 29         | 043,37     |
| Billy Bingham    | Bắc Ireland      | Tháng 2 năm 1978     | 1979                 | 64         | 17         | 23         | 24         | 026,56     |
| Mick Jones       | Anh              | 1979                 | 1981                 | 107        | 37         | 27         | 43         | 034,58     |
| Stuart Boam      | Anh              | Tháng 7 năm 1981     | Tháng 1 năm 1983     | 77         | 25         | 15         | 37         | 032,47     |
| Ian Greaves      | Anh              | Tháng 1 năm 1983     | 6 tháng 2 năm 1989   | 311        | 101        | 99         | 111        | 032,48     |
| George Foster    | Anh              | Tháng 2 năm 1989     | Tháng 8 năm 1993     | 217        | 68         | 50         | 99         | 031,34     |
| Andy King        | Anh              | Tháng 8 năm 1993     | Tháng 7 năm 1996     | 149        | 51         | 45         | 53         | 034,23     |
| Steve Parkin     | Anh              | Tháng 7 năm 1996     | 1999                 | 143        | 54         | 41         | 48         | 037,76     |
| Bill Dearden     | Anh              | 18 tháng 6 năm 1999  | 6 tháng 1 năm 2002   | 134        | 49         | 28         | 57         | 036,57     |
| Stuart Watkiss   | Anh              | tháng 1 năm 2002     | tháng 12 năm 2002    | 45         | 16         | 5          | 24         | 035,56     |
| Keith Curle      | Anh              | 3 tháng 12 năm 2002  | 11 tháng 11 năm 2004 | 104        | 39         | 23         | 42         | 037,50     |
| Carlton Palmer   | Anh              | tháng 11 năm 2004    | tháng 9 năm 2005     | 41         | 10         | 15         | 16         | 024,39     |
| Peter Shirtliff  | Anh              | tháng 9 năm 2005     | tháng 12 năm 2006    | 72         | 24         | 19         | 29         | 033,33     |
| Paul Holland     | Anh              | 19 tháng 12 năm 2006 | 28 tháng 12 năm 2006 | 3          | 2          | 1          | 0          | 066,67     |
| Bill Dearden     | Anh              | 28 tháng 12 năm 2006 | 8 tháng 3 năm 2008   | 63         | 18         | 13         | 32         | 028,57     |
| Paul Holland     | Anh              | 8 tháng 3 năm 2008   | 4 tháng 7 năm 2008   | 12         | 3          | 6          | 3          | 025,00     |
| Billy McEwan     | Scotland         | 4 tháng 7 năm 2008   | 10 tháng 12 năm 2008 | 26         | 8          | 6          | 12         | 030,77     |
| David Holdsworth | Anh              | 29 tháng 12 năm 2008 | 18 tháng 11 năm 2010 | 91         | 37         | 20         | 34         | 040,66     |
| Duncan Russell   | Anh              | 19 tháng 11 năm 2010 | 12 tháng 5 năm 2011  | 36         | 14         | 9          | 13         | 038,89     |
| Paul Cox         | Anh              | 19 tháng 5 năm 2011  | 21 tháng 11 năm 2014 | 175        | 78         | 46         | 51         | 044,57     |
| Adam Murray      | Anh              | 21 tháng 11 năm 2014 | 14 tháng 11 năm 2016 | 103        | 32         | 27         | 44         | 031,07     |
| Steve Evans      | Scotland         | 16 tháng 11 năm 2016 | 27 tháng 2 năm 2018  | 76         | 35         | 22         | 19         | 046,05     |
| David Flitcroft  | Anh              | 1 tháng 3 năm 2018   | 14 tháng 5 năm 2019  | 68         | 26         | 25         | 17         | 038,24     |
| John Dempster    | Scotland         | 14 tháng 5 năm 2019  | 14 tháng 12 năm 2019 | 28         | 7          | 11         | 10         | 025,00     |
| Graham Coughlan  | Cộng hòa Ireland | 17 tháng 12 năm 2019 | nay                  | 6          | 1          | 2          | 3          | 016,67     |

## Danh hiệu và thành tích
Football League Third Division (cấp độ 3)
- Vô địch 1976-77[18]

Football League Fourth Division (cấp độ 4)
- Vô địch 1974-75[18]
- Thăng hạng với vị trí thứ 3: 1985-86, 1991-92, 2001-02
- Thăng hạng với vị trí thứ 4: 1962-63

Conference Premier (cấp độ 5)
- Vô địch 2012-13[18]

Midland League
- Vô địch 1923-24, 1924-25, 1928-29

Central Alliance
- Vô địch 1919-20[19]

Football League Trophy
- Vô địch: 1986-87[18]

FA Trophy
- Á quân: 2010-11[18]

### Kỉ lục câu lạc bộ
Thành tích đội bóng
- Trận thắng đậm nhất[18]
  - 9-2 v. Rotherham United, 27 tháng 12 năm 1932 (sân nhà) (hai chiến thắng cách biệt 7 bàn)
- Trận thua đậm nhất[18]
  - 1-7 v. Reading, 12 tháng 3 năm 1932 (sân nhà) (hai thất bại cách biệt 6 bàn)

Mùa giải tốt nhất
- Nhiều trận thắng nhất
  - 28 - 1974-75, 1976-77 (chung)
  - 30 - 2012-13
- Ít trận thua nhất
  - 6 - 1974-75 (chung)
  - 7 - 2011-12
- Nhiều bàn thắng nhất
  - 108 - 1962-63
- Ít bàn thua nhất
  - 38 - 1984-85
- Nhiều điểm nhất
  - 68 - 1974-75 (2 điểm mỗi trận thắng)
  - 95 - 2012-13 (3 điểm mỗi trận thắng)

Thành tích cầu thủ
Thành tích cho các giải quốc nội và cúp được công nhận
- Cầu thủ có số lần ra sân nhiều nhất
  - Rod Arnold (1970-71, 72-84) 522 trận
- Cầu thủ ghi nhiều bàn thắng nhất
  - Harry Johnson (1931-36) 114 bàn